# Выборы в Саратовскую областную думу (2002)

## Ключевые даты
- 26 июня 2002 г. — утверждена схема одномандатных округов[1]
- 8 сентября 2002 г. — день голосования
- 16 сентября 2002 г. — первое заседание Саратовской областной думы третьего созыва

## Участники
Выборы проводились по 35 одномандатным округам, кандидатами зарегистрировалось 168 человек.

## Результаты
8 сентября 2002 г. было избрано 30 депутатов, в 3 округах выборы не состоялись из-за низкой явки, в одном округе большинство избирателей проголосовало против всех кандидатов, и ещё в одном округе выборы отложили для дополнительного выдвижения кандидатов. Выборы в этих округах состоялись 3 ноября и 1 декабря 2002 года.
Из числа избранных депутатов трое входили в первый и второй созыв областной думы, 13 человек избраны во второй раз, 19 — впервые.
| №  | Округ                 | ФИО депутата                     |
| -- | --------------------- | -------------------------------- |
| 1  | Волжский              | Глозман Семен Моисеевич          |
| 2  | Заводской             | Алимова Ольга Николаевна         |
| 3  | Заводской             | Чистяков Анатолий Михайлович     |
| 4  | Заводской             | Аржанов Сергей Петрович          |
| 5  | Кировский             | Мальцев Вячеслав Вячеславович    |
| 6  | Кировский             | Писной Леонид Александрович      |
| 7  | Ленинский             | Полещиков Алексей Евгеньевич     |
| 8  | Ленинский             | Водяненко Игорь Михайлович       |
| 9  | Ленинский             | Синичкин Василий Павлович        |
| 10 | Октябрьский           | Чукалин Николай Михайлович       |
| 11 | Фрунзенский           | Россошанский Андрей Владимирович |
| 12 | Вольский              | Семенец Николай Яковлевич        |
| 13 | Вольский              | Ермаков Валерий Владимирович     |
| 14 | Базарно-Карабулакский | Титаев Владимир Николаевич       |
| 15 | Петровский            | Заигралов Юрий Александрович     |
| 16 | Аткарский             | Санталов Владимир Николаевич     |
| 17 | Ртищевский            | Камшилов Пётр Петрович           |
| 18 | Аркадакский           | Самсонова Зинаида Михайловна     |
| 19 | Балашовский           | Ветров Александр Иванович        |
| 20 | Балашовский           | Чернобук Николай Иванович        |
| 21 | Калининский           | Рогожин Евгений Степанович       |
| 22 | Красноармейский       | Поимцев Василий Николаевич       |
| 23 | Энгельсский           | Шлычков Евгений Иванович         |
| 24 | Энгельсский           | Тюхтин Виктор Иванович           |
| 25 | Энгельсский           | Богомолов Сергей Евгеньевич      |
| 26 | Энгельсский           | Аблязов Ирфан Шакиржанович       |
| 27 | Краснокутский         | Большеданов Павел Владимирович   |
| 28 | Новоузенский          | Чуриков Владимир Михайлович      |
| 29 | Дергачёвский          | Бабошкин Анатолий Васильевич     |
| 30 | Пугачёвский           | Капкаев Владимир Васильевич      |
| 31 | Ершовский             | Шувалов Сергей Алексеевич        |
| 32 | Балашовский           | Савочкина Людмила Николаевна     |
| 33 | Балаковский           | Соловьёв Александр Александрович |
| 34 | Балаковский           | Ефремов Евгений Семенович        |
| 35 | Марксовский           | Пожаров Владимир Александрович   |